# سیارک ۲۴۶۰۳
سیارک ۲۴۶۰۳ (به انگلیسی: 24603 Mekistheus، نامگذاری:1973SQ) بیست و چهار هزار و ششصد و سومین سیارک کشف شده‌است که در ۲۴ سپتامبر ۱۹۷۳ کشف شد.